# Santa Maria (Capo Verde)
Santa Maria è un centro abitato di Capo Verde, situato nella parte meridionale dell'Isola di Sal. Si trova a circa 16km dall'Aeroporto Internazionale Amílcar Cabral e a 20km da Espargos, la capitale dell'isola.

## Storia
Santa Maria fu fondata nel 1830 per la produzione di sale: dalla città ne venivano spedite fino a 30.000 tonnellate ogni anno. Furono costruiti un molo nell'area di Ponta da Vera Cruz e una piccola ferrovia per permettere il trasporto del sale fino al porto. La maggior parte del prodotto veniva spedita in Brasile, ma nel 1887 – a seguito di una tassa introdotta dal paese sudamericano sul sale importato al fine di stimolare la produzione locale – l'esportazione subì un brusco crollo e la città andò verso un lento declino. Soltanto nel 1920 i portoghesi diedero un nuovo impulso alla produzione e al commercio del sale, che durerà fino agli anni '80.
Nel 1935, Santa Maria ottenne il rango di città.
Nel 1967, una coppia di investitori provenienti dal Belgio, Georges Vynckier e Marguerite Massart, aprirono a Santa Maria il primo resort, chiamato Morabeza. Dagli anni '80 del '900, il turismo è diventato un'importante industria di sostentamento per l'isola. Numerosi hotel di marchi internazionali come Hilton, Melià e Riu hanno aperto nei pressi di Santa Maria, ampliando notevolmente l'offerta di posti letto a disposizione della clientela internazionale.